# Курдиновский, Виктор Ильич
Виктор Ильич Курдиновский (17 июня 1867 — ?) — юрист, профессор права в Казанском и Новороссийском университетах.

## Биография
Родился в селе Никольском Константиноградского уезда, сын священника. По окончании курса в Полтавской классической гимназии, поступил на юридический факультет в Университет Святого Владимира. Во время учёбы в Харьковском университете, за сочинение «Губные учреждения Московского государства» был награждён золотой медалью. Перевёлся в Императорский Харьковский университет, который окончил в 1890 году. По окончании курса был оставлен при университете стипендиатом по кафедре истории русского права — для приготовления к профессуре. В 1895 году выдержал экзамен на степень магистра гражданского права на юридическом факультете Императорского Новороссийского университета. После сдачи экзамена на степень магистра 1 августа 1896 года назначен в Казанский университет приват-доцентом по кафедре гражданского права, с поручением преподавания гражданского судопроизводства. 12 ноября 1897 года перемещён в Новороссийский университет приват-доцентом торгового права и процесса. Защитил в Новороссийском университете диссертацию «Об ограничениях права собственности на недвижимые имущества по закону (по русскому праву)» на степень магистра гражданского права (1909). Назначен экстраординарным профессором по кафедре гражданского права в Новороссийском университете (1910).

## Труды
- К учению о легальных ограничениях права собственности на недвижимость в России / В. И. Курдиновский Одесса : «Экон.» тип., 1899
- Выморочные имущества / В. И. Курдиновский Киев : тип. С. В. Кульженко, 1903
- Об ограничениях права собственности на недвижимые имущества по закону : (по рус. праву) / В. И. Курдиновский Одесса : Тип. Южнорус. о-ва печ. дела, 1904
- Важнейшие моменты в текущей жизни Червонной Руси / Иван Лейденский [псевд.] Одесса : Тип. о-ва «Рус. речь», 1911
- Несколько слов о г. Перемышле / Иван Лейденский Одесса : тип. о-ва «Рус. речь», 1911
- Несколько слов о Холмской Руси / Иван Лейденский [псевд.] Одесса : Тип. о-ва «Рус. речь», 1912
- О гонении на православных в Галиции / Иван Лейденский Одесса : Тип. о-ва «Русская речь», 1912
- Удовлетворяет ли русских людей выговор, сделанный наместнику кесаря Бобжинскому? / Иван Лейденский [псевд.] Одесса : Тип. о-ва «Рус. речь», 1912
- О введении во всех губерниях Российской Империи единого гражданского уложения / Иван Лейденский [псевд.] Одесса : Тип. о-ва «Рус. речь», 1912
- Страдания русских в Галиции / Иван Лейденский [псевд.] Одесса : Тип. о-ва «Рус. речь», 1912
- Договоры о праве наследования / В. И. Курдиновский Одесса : тип. «Техник», 1912
- Страдания русских в Галиции / Иван Лейденский Одесса : тип. о-ва «Рус. речь», 1912
- 1. Понятие владения как фактического отношения к вещи в Псковской Судной грамоте; 2. Учение проф. Неволина о владении, как фактическом отношении к вещи и о средствах его защиты; 3. О давности владения; 4. О владении по началам Российского законодательства : (Учение профессоров Морошкина, Неволина, Энгельмана, Сергеевича и Владимирского-Буданова) / Проф. В. И. Курдиновский Юрьев : типо-лит. Э. Бергмана, 1914